# Arabella Morton
Arabella Morton, née le 18 novembre 2000, est une actrice australienne,, surtout connue pour son rôle de Gael dans le film d'aventure Le Monde de Narnia : L'Odyssée du Passeur d'Aurore (2010),,,,, adapté du roman L'Odyssée du Passeur d'Aurore de C. S. Lewis (1952).

## Filmographie
- 2010 : Le Monde de Narnia : L'Odyssée du Passeur d'Aurore : Gael
- 2011 : Seeking Sorrel Wood : Abby
- 2015 : San Andreas : Mallory Gaines